# Petrus Saxonius
Petrus Saxonius, auch Peter Sachse (* 16. August 1591 in Husum; † 16. September 1625 in Altdorf) war ein deutscher Mathematiker und Astronom.

## Leben
Saxonius' Eltern waren Jacob Saxonius (auch: Sachse), Archidiakon in Husum, und Christina geb. Payncks. Saxonius studierte zunächst ab 1607 an der Universität Leipzig. 1612 wechselte dann an die Akademie Altdorf, wo er bei Johann Praetorius studierte. 1614/15 besuchte er auf einer Studienreise unter anderem Michael Mästlin in Tübingen, Christoph Scheiner in Ingolstadt (durch welchen er vermutlich zur Beschäftigung mit dem Thema Sonnenflecken angeregt wurde), Johannes Faulhaber in Ulm und Simon Marius in Ansbach. Danach kehrte er für ein Jahr nach Altdorf zurück, bevor er eine Reise nach Leiden, Groningen und in seine norddeutsche Heimat antrat. 1616 verstarb Praetorius, Saxonius ging wieder nach Altdorf, wo er Nachfolger von Praetorius als Lehrstuhlinhaber für Mathematik wurde. 1622 heiratete er Sabine Köchel. Nachdem die Akademie 1624 zur Universität wurde, wurden zwei Lehrstühle für Mathematik eingerichtet, Saxonius übernahm den für Höhere Mathematik, der Praetoriusschüler Johann Caspar Odontius den für niedere Mathematik. Ein Jahr später starb Saxonius.

## Werk
Saxonius plante eine Reihe mit kommentierten Werken von Mathematikern der griechischen Klassik, sein früher Tod verhinderte dieses Vorhaben. Einzige Veröffentlichung blieb eine postum erschienene Schrift Maculae solares ex selectis observationibus Petri Saxonii Holsati über 1616 angestellte Beobachtungen von Sonnenflecken.
Saxonius führte die Sammlung astronomischer und mathematischer Handschriften und Drucke fort, die Praetorius begonnen hatte. Die Praetorius-Saxonius-Bibliothek umfasste mindestens 174 Bände. Sie sind heute auf verschiedene Standorte verteilt, ein Großteil von ihnen lagert seit spätestens 1687 in Schweinfurt. Ein Teil dieser Werke ist in einer Ausstellung im Museum Otto Schäfer in Schweinfurt in einer Dauerausstellung zu sehen.